# Correll-Nunatak
Der Correll-Nunatak ist ein Nunatak im ostantarktischen Georg-V.-Land. Er ragt 22 km südlich des Aurora Peak aus dem westlichen Abschnitt des Mertz-Gletschers auf.
Teilnehmer der Australasiatischen Antarktisexpedition (1911–1914) unter der Leitung des australischen Polarforschers Douglas Mawson entdeckten ihn. Mawson benannte ihn nach Percy Edward Correll (1892–1974), Assistenzphysiker und Mechaniker bei dieser Forschungsreise.